# جایزه بزرگ فرانسه ۱۹۵۴
جایزه بزرگ فرانسه ۱۹۵۴ (انگلیسی: ‎1954 French Grand Prix‎) یک مسابقهٔ موتوری در رشتهٔ اتومبیل‌رانی فرمول یک بود که در تاریخ ۴ ژوئیهٔ ۱۹۵۴ در پیست رنس واقع در رنس، فرانسه برگزار شد. این گراند پری در میان ۹ گراند پری در فصل ۱۹۵۴، مسابقهٔ شمارهٔ ۴ بود.
در این مسابقه که در ۶۱ دور و به مسافت ۵۰۶٫۴۲۲ کیلومتر (۳۱۴٫۶۷۶ مایل) برگزار شد، پول پوزیشن توسط خوان مانوئل فانخیو کسب شد و سریع‌ترین زمان برای طی یک دور پیست که برابر با ۲:۳۲٫۹ بود نیز توسط هانس هرمان به ثبت رسید.
خوان مانوئل فانخیو از تیم مرسدس، کارل کلینگ از تیم مرسدس و رابرت منزون از تیم فراری به‌ترتیب مقام‌های اول تا سوم مسابقه را کسب کردند.

## رده‌بندی قهرمانی پس از مسابقه
| رده‌بندی قهرمانی رانندگان \| \| جایگاه \| راننده \| امتیاز \| \| -------- \| ------ \| ------------------- \| ------ \| \| \| ۱ \| خوان مانوئل فانخیو \| ۲۵ \| \| \| ۲ \| ماریس ترینتیگنانت \| ۹ \| \| \| ۳ \| بیل ووکوویچ \| ۸ \| \| \| ۴ \| خوزه فریلان گونزالز \| ۶٫۵ \| \| \| ۵ \| نینو فارینا \| ۶ \| \| منبع:[۱] \| \| \| \| |        |                     |        |
| | جایگاه | راننده              | امتیاز |
| | ۱      | خوان مانوئل فانخیو  | ۲۵     |
| | ۲      | ماریس ترینتیگنانت   | ۹      |
| | ۳      | بیل ووکوویچ         | ۸      |
| | ۴      | خوزه فریلان گونزالز | ۶٫۵    |
| | ۵      | نینو فارینا         | ۶      |
| منبع: |        |                     |        |

یادداشت
- تنها پنج جایگاه نخست از هر رده‌بندی نمایش داده شده است.